# سامسونج تكون
سامسونج تكون (بالإنجليزية: Samsung Techwin) (بالكورية: 삼성 테크윈) هي شركة مراقبة وملاحة جوية وإلكترونيات بصرية، وهي توفِّر استخدام آلي للأسلحة، وهي تابعة لسامسونج وتوظف الشركة 4923 ويقع مقرها الرئيسي في كوريا الجنوبية وإجمالي المبيعات لها في عام 2011 هو 2947 مليار وون كوريا الجنوبية
1. ↑  مذكور في: SIPRI Arms Industry Database. الناشر: معهد ستوكهولم الدولي لأبحاث السلام.